# Telenovela
En telenovela är ett slags såpopera i miniserieformat, det vill säga med ett från början begränsat antal avsnitt. Programformatet har sitt ursprung i Latinamerika, framför allt i Brasilien, Venezuela, Mexiko, Argentina och Chile, och har under 2000‐talet spridit sig till TV-producenter med begränsad budget. Exempel är mindre länder, som Portugal och Israel, eller kabel‐TV‐kanaler med egen produktion.
Den tyska serien Sturm der Liebe har pågått i över fyra år och är ett exempel på en serie som betecknas som en telenovela. En annan telenovela är den brasilianska A Regra do Jogo.

### Fotnoter
1. ↑  Javier Lizarzaburu (1 april 2006). ”How telenovelas conquered the world” (på engelska). BBC. http://news.bbc.co.uk/2/hi/americas/4842220.stm. Läst 4 september 2016.